# Bothriospondylus
Bothriospondylus és un gènere de dinosaure sauròpode braquiosàurid que va viure al Juràssic superior.
S'han dut a terme estudis de determinació d'edat que mitjançant el comptatge d'anells de creixement han suggerit que la longevitat d'aquest sauròpode era de 43 anys.